# Amplypterus celebensis
Amplypterus celebensis là một loài bướm đêm thuộc họ Sphingidae. Loài này có ở Indonesia (Seram và Sulawesi).

## Phân loài
- Amplypterus celebensis celebensis (Sulawesi)
- Amplypterus celebensis seramensis Inoue, 1999 (Seram)